# Aguayo (apellido)
Aguayo. apellido y antigua casa de España. Según la tradición no fallaron ascendientes de este linaje entre los guerreros del invicto don Pelayo, y de aquellos primeros momentos de la reconquista de España. Según las crónicas, tuvo su origen en el siguiente hecho: tras una batalla, el mayor de tres hermanos "godos" exponiendo sus vidas, fue en auxilio de su Príncipe, este le preguntó: "que si no había tenido miedo al ímpetu de las aguas del río Deva", el "godo" le contestó: " en servicio vuestro, no temo al agua yo". De las dos últimas palabras le quedó el apellido Aguayo. El solar estuvo en Molledo, Cantabria. Se tiene noticias acerca de sus hijos desde el siglo XIII.
- Datos: Q5660352
- Multimedia: Aguayo (surname) / Q5660352